# Thomas Piermayr
Thomas Piermayr (Linz, 2 agosto 1989) è un calciatore austriaco, centrocampista del Bad Sauerbrunn.

## Caratteristiche tecniche
Piermayr è un centrocampista centrale, ma all'occorrenza può essere impiegato al centro della linea difensiva o come terzino destro.

## Carriera

### Club
Piermayr giocò a livello giovanile nel Linz. Cominciò però la carriera professionistica con un'altra squadra locale, il LASK Linz. Debuttò nella Bundesliga il 9 luglio 2008, subentrando a Siegfried Rasswalder nel successo per 0-1 sul campo del Kapfenberger. Il 12 luglio siglò invece la prima marcatura nella massima divisione austriaca, contribuendo alla vittoria per 1-3 in casa dell'Altach.
Il 25 luglio 2011, fu ingaggiato dagli scozzesi dell'Inverness. Il 30 luglio esordì nella Scottish Premier League, schierato titolare nella sconfitta casalinga per 0-1 contro lo Hibernian. A fine stagione, l'Inverness comunicò d'aver offerto un rinnovo contrattuale al giocatore, che prese però tempo. Piermayr manifestò poi la volontà di lasciare il club.
Senza contratto, tornò in patria per giocare al Wiener Neustadt. Disputò il primo incontro con questa maglia il 15 settembre 2012, venendo espulso per doppia ammonizione nella sconfitta per 6-0 contro il Wolfsberger. Si svincolò a fine stagione.
Il 9 luglio 2013, firmò un contratto valido fino al termine della stagione con i norvegesi del Lillestrøm, al termine di un periodo di prova. L'accordo sarebbe stato valido dal 15 luglio successivo, con la riapertura del mercato. Debuttò nell'Eliteserien in data 27 luglio, subentrando a Johan Andersson nella vittoria per 2-0 sul Molde. Totalizzò 11 presenze con questa maglia, per poi ritrovarsi svincolato a fine stagione.
Il 2 aprile 2014, firmò ufficialmente un contratto con gli statunitensi dei Colorado Rapids, scegliendo inoltre la maglia numero 5. Il 5 aprile esordì nella Major League Soccer, schierato titolare nella vittoria per 1-2 sugli Whitecaps.
Nel 2015, è stato ingaggiato dai bielorussi del Minsk. Ha esordito in squadra il 3 maggio, schierato titolare nel pareggio per 0-0 sul campo dello Slavia-Mozyr. Nel mese di luglio si è trasferito in Ungheria, al Békéscsaba.
Il 24 gennaio 2017 è stato tesserato dall'AFC Eskilstuna.

### Nazionale
Giocò 9 partite per l'Austria under 21.

## Statistiche

### Presenze e reti nei club
Statistiche aggiornate al 10 agosto 2015.
| Stagione         | Club             | Campionato       | Campionato | Campionato | Coppe nazionali | Coppe nazionali | Coppe nazionali | Coppe continentali | Coppe continentali | Coppe continentali | Supercoppe | Supercoppe | Supercoppe | Totale | Totale |
| Stagione         | Club             | Comp             | Pres       | Reti       | Comp            | Pres            | Reti            | Comp               | Pres               | Reti               | Comp       | Pres       | Reti       | Pres   | Reti   |
| ---------------- | ---------------- | ---------------- | ---------- | ---------- | --------------- | --------------- | --------------- | ------------------ | ------------------ | ------------------ | ---------- | ---------- | ---------- | ------ | ------ |
| 2007-2008        | LASK Linz        | BL               | 0          | 0          | CA              | 0               | 0               | -                  | -                  | -                  | -          | -          | -          | 0      | 0      |
| 2008-2009        | LASK Linz        | BL               | 26         | 2          | CA              | ?               | ?               | -                  | -                  | -                  | -          | -          | -          | ?      | ?      |
| 2009-2010        | LASK Linz        | BL               | 29         | 0          | CA              | 2               | 0               | -                  | -                  | -                  | -          | -          | -          | 31     | 0      |
| 2010-2011        | LASK Linz        | BL               | 23         | 2          | CA              | 1               | 0               | -                  | -                  | -                  | -          | -          | -          | 24     | 2      |
| Totale LASK Linz | Totale LASK Linz | Totale LASK Linz | 78         | 4          |                 | ?               | ?               |                    | -                  | -                  |            | -          | -          | ?      | ?      |
| 2011-2012        | Inverness        | SPL              | 20         | 0          | SC+CdL          | 2+1             | 0               | -                  | -                  | -                  | -          | -          | -          | 23     | 0      |
| 2012-2013        | Wiener Neustadt  | BL               | 21         | 0          | CA              | 1               | 0               | -                  | -                  | -                  | -          | -          | -          | 22     | 0      |
| lug.-dic. 2013   | Lillestrøm       | ES               | 10         | 0          | CN              | 1               | 0               | -                  | -                  | -                  | -          | -          | -          | 11     | 0      |
| apr.-dic. 2014   | Colorado Rapids  | MLS              | 14         | 0          | USCup           | 1               | 0               | -                  | -                  | -                  | -          | -          | -          | 15     | 0      |
| mag.-lug. 2015   | Minsk            | VL               | 10         | 0          | CB              | 0               | 0               | -                  | -                  | -                  | -          | -          | -          | 10     | 0      |
| ago. 2015-2016   | Békéscsaba       | NB1              | 23         | 0          | CU+CdL          | 6+?             | 0               | -                  | -                  | -                  | -          | -          | -          | 29+    | 0+     |
| Totale           | Totale           | Totale           | 176        | 4          |                 | ?               | ?               |                    | -                  | -                  |            | -          | -          | ?      | ?      |